# Kit di Costruzione di Linguaggi
Il Kit di Costruzione di Linguaggi è una raccolta di documenti HTML scritti da Mark Rosenfelder e ospitati sul sito internet Zompist.com ideata per fungere da guida alla costruzione di lingue artificiali. Il Kit procede iniziando dagli aspetti più semplici del linguaggio proseguendo poi verso quelli più complessi, partendo dalla fonologia e dai sistemi di scrittura per poi prendere in analisi le parole, passando attraverso tutte le possibili caratteristiche della grammatica sino ad una descrizione finale sui registri e i dialetti. Questa progressione graduale, accompagnata da suggerimenti e avvertimenti per evitare le più comuni sviste grazie ad un buon numero di esempi presi dalle lingue storico-naturali, e da un'alta dose di humor, ha fatto guadagnare al Kit la popolarità e il rispetto di cui oggi gode presso la comunità di costruttori di lingue artificiali presenti su internet. Il suo successo è stato talmente elevato da aver prodotto anche alcune traduzioni dall'inglese (la lingua originale in cui è stato scritto) in italiano e portoghese, grazie al lavoro dei fan.
Un'altra risorsa simile al Kit di Costruzione di Linguaggi di Rosenfelder, e ad esso parzialmente ispirata, è How to create a language di Pablo Flores.